# Estos
Estos ist eine französische Gemeinde mit 488 Einwohnern (Stand 1. Januar 2022) im Département Pyrénées-Atlantiques in der Region Nouvelle-Aquitaine (vor 2016: Aquitanien). Sie gehört zum Arrondissement Oloron-Sainte-Marie und zum Kanton Oloron-Sainte-Marie-2 (bis 2015: Kanton Oloron-Sainte-Marie-Est).
Die Bewohner werden Estosiens oder Estosiennes genannt. Der Name in der gascognischen Sprache lautet Estòs.

## Geographie
Estos liegt in unmittelbarer Nähe zu Oloron-Sainte-Marie in der historischen Provinz Béarn.
Umgeben wird der Ort von den Nachbargemeinden:
| Ledeuix |                                             |                     |
|         | Kompassrose, die auf Nachbargemeinden zeigt | Oloron-Sainte-Marie |
|         | Oloron-Sainte-Marie                         |                     |

Estos liegt im Einzugsgebiet des Flusses Adour. Ein Nebenfluss des Adour, der Gave d’Oloron, durchströmt das Gemeindegebiet zusammen mit seinen Zuflüssen:
- Escou,
- Laberou mit seinem Zufluss
  - Ruisseau de Cambetad sowie
- Auronce.[3]

## Geschichte
Der Fund einer geschliffenen Axt belegt einen frühen Ursprung der Besiedelung. Bei einem Zensus im Jahr 1385 wurden in Estos gerade einmal vier Haushalte gezählt und vermerkt, dass das Dorf zur Bailliage von Oloron gehört. Es gab ein Laienkloster, dass dem Inhaber den Zutritt zu der Ständeversammlung des Béarn prilegierte.
Toponyme und Erwähnungen von Estos waren:
- Stos (1368, Notare von Lucq),
- Astos (1402, Zensus des Béarn) und
- Sent Berthomiu d’Estos (1434, Notare von Oloron).[4]

### Einwohnerentwicklung
Nach einem Höchststand der Einwohnerzahl von fast 200 Einwohnern in der Mitte des 19. Jahrhunderts ist die Zahl bei kurzen Wachstumsphasen bis zum Beginn des 20. Jahrhunderts und noch einmal in den 1930er Jahren auf unter 130 gesunken. Seitdem ist eine stetige Zunahme der Bevölkerung bedingt durch die geografische Nähe zu Oloron-Sainte-Marie zu verzeichnen.
| Jahr      | 1962 | 1968 | 1975 | 1982 | 1990 | 1999 | 2006 | 2009 | 2022 |
| --------- | ---- | ---- | ---- | ---- | ---- | ---- | ---- | ---- | ---- |
| Einwohner | 161  | 196  | 265  | 320  | 389  | 426  | 441  | 504  | 488  |

## Sehenswürdigkeiten

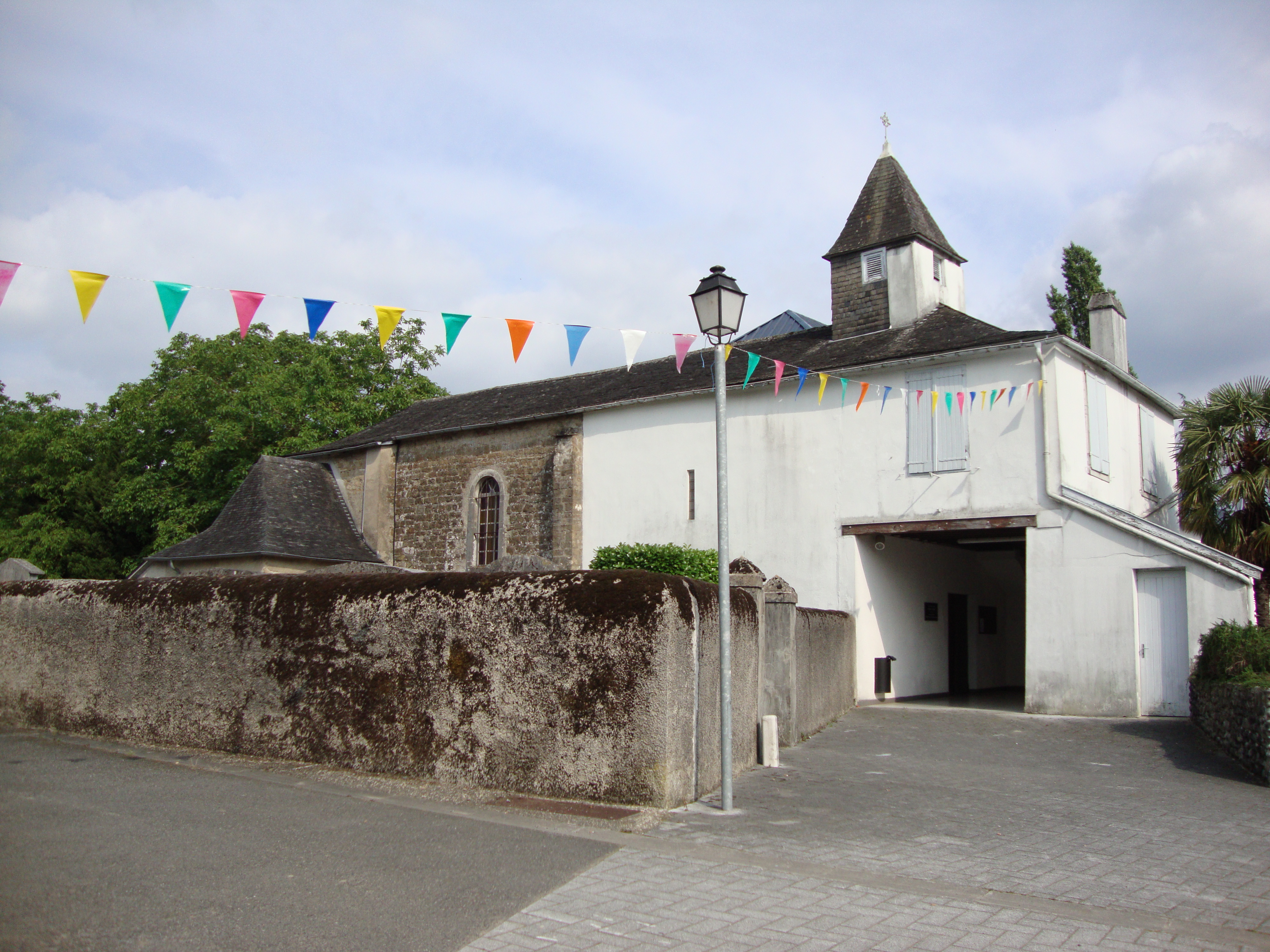
Pfarrkirche Saint-Barthélemy

- Pfarrkirche, gewidmet dem Apostel Bartholomäus. Ursprünglich hatte die Kirche zur Abtei Saint-Vincent in Lucq-de-Béarn gehörte, bevor diese sie nach einem Brand aufgab. Der Grundherr de Ledeuix initiierte einen Neubau und wurde Abt des Laienklosters, was zur Folge hatte, dass die Abtei sämtliche Rechte auf die Pfarrgemeinde verlor. Das Langhaus birgt ein Hauptschiff und ist mit einer halbrunden Apsis im romanischen Stil abgeschlossen. Eine längere Zeit lang war das Rathaus in den Räumen der ersten Etage der Kirche eingerichtet.[8] Die Elemente des Altaraufsatzes im Innern der Kirche sind durch glatte Säulen getrennt, die als Marmorimitat bemalt sind. Das Gemälde in der Mitte stammt aus dem 19. Jahrhundert und zeigt den gekreuzigten Christus. Statuen der Apostel Simon Petrus und Bartholomäus befinden sich auf den Seitenflügeln des Altaraufsatzes, der im oberen Teil mit Vasen mit angedeuteten Flammen, Kartuschen und einer Darstellung von Gott, dem Vater verziert ist. Der Tabernakel mit zwei Flügeln datiert aus dem 17. Jahrhundert. Auf ihm ist ein Baldachin in Form einer Muschel aufgestellt und ist mit einer Kuppel und einer Statuette, die das Motiv der Maria mit Jesuskind wiedergibt, nach oben abgeschlossen. Die Reliefs der seitlichen Felder zeigen Maria und den Heiligen Geist auf der einen Seite, auf der anderen den Erzengel Gabriel.[9]

- Château du Peyré. Die Ursprünge des Schlosses in der Nähe der Mündung des Escou in den Gave liegen weit zurück, aber entsprechende Adelige werden durch keine Schrift erwähnt. Es könnte im Zusammenhang mit der Bewirtschaftung einer Sandgrube stehen, die 1773 einem Herrn Mauco gehörte. Im Kataster von 1809 ist das Schloss unter dem Namen de Dufraisse zusammen mit landwirtschaftlichen und sonstigen Nebengebäuden aufgeführt. Eine weiter flussaufwärts gelegene Wassermühle gehörte ebenfalls zum Landgut. Das Wohnhaus ist ein rechteckiges Gebäude mit einem achteckigen Turm sowie mit Spitzdächern versehenen Scharwachttürmen. Die Umrahmungen der Fenster sind mit Stabornamenten versehen, außer bei denen, die zum Gave liegen, weil ein Nebengebäude im 19. Jahrhundert angebaut wurde.[10]

- Haus Labat. Es handelt sich ursprünglich um das Laienkloster der Gemeinde, das im Laufe der Jahrhunderte mehrfach den Besitzer wechselte. Im 17. Jahrhundert wurde es ein Adelssitz und in den Schriften erwähnt. Im Jahre 1736 wurde das Haus vom Onkel des in der Region berühmten Sängers Pierre Jéliote erstanden. Die Anlage besteht aus einem Wohnhaus mit zwei Etagen und einem Dachgeschoss, Scheunen und weiteren landwirtschaftlichen Gebäuden sowie einem Garten mit exotischen Pflanzen.[11]

## Wirtschaft und Infrastruktur

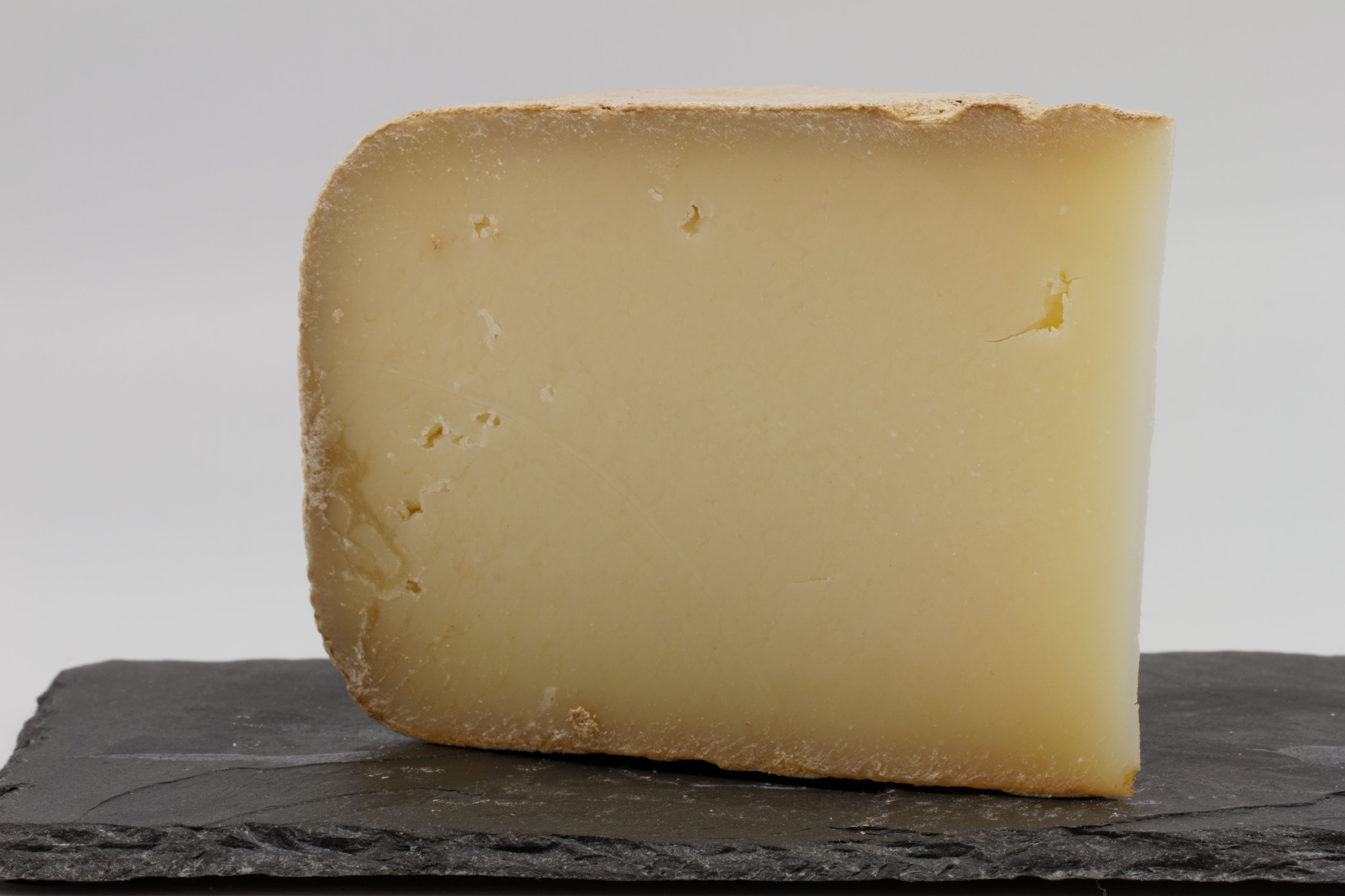
Ossau-Iraty

Die Landwirtschaft ist der wichtigste Wirtschaftsfaktor der Gemeinde. Estos liegt in der Zone AOC des Ossau-Iraty, eines traditionell hergestellten Schnittkäses aus Schafmilch.

### Verkehr
Die Gemeinde wird durchquert von der Route départementale 9 und ist über eine Linie des Busnetzes Transports 64 mit anderen Gemeinden des Départements verbunden.

## Persönlichkeiten

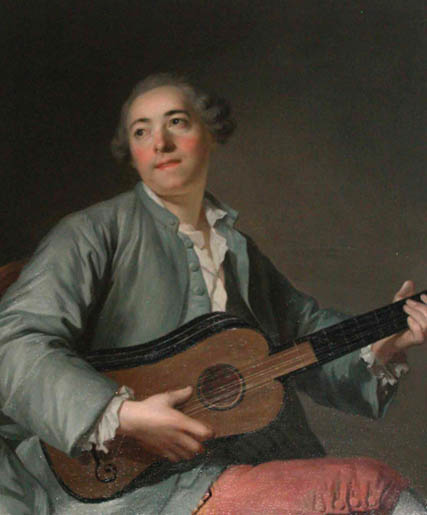
Porträt von Pierre de Jélyotte

- Pierre de Jélyotte, geboren am 13. April 1713 in Lasseube, gestorben am 12. Oktober 1797 in Estos, war ein französischer Komponist und Sänger.